# جوناثان كول
جوناثان كول (بالإنجليزية: Jonathan Cole)‏ هو ملحن بريطاني، ولد في 21 ديسمبر 1970.

## وصلات خارجية
- جوناثان كول على موقع ميوزك برينز (الإنجليزية)